# معركة بينيفنتو
دارت معركة بينيفنتو بالقرب من بينيفنتو في جنوب إيطاليا في 26 فبراير 1266، بين قوات من شارل أنجو ومانفريد من صقلية. أدت هزيمة مانفريد وموته إلى استيلاء شارل على مملكة صقلية.